# Franz Strauss
Franz Joseph Strauss (26 de febrer de 1822 - 31 de maig de 1905) fou un músic alemany. Compositor, intèrpret virtuós de trompa i consumat artista de guitarra, clarinet i viola. Fou el trompa titular de l'orquestra de l'Òpera de la Cort de Múnic durant més de 40 anys, un professor a l'Escola Reial de Música de Múnic, i director d'orquestra.
Strauss és potser més conegut per ser el pare del compositor Richard Strauss, sobre el que va tenir una gran influència en el primer desenvolupament musical, conduint-lo cap al Classicisme i deixant de banda els estils moderns. Com a compositor, és recordat pels seus treballs per a la trompa, que inclouen dos concerts i nombrosos treballs més modestos.

## Vida i carrera
Strauss va néixer a Parkstein, Baviera. El seu pare, Johann Urban Strauss, era de caràcter inestable; els seus fills eren il·legítims i deixava la seva educació per a la seva mare, Maria Anna Kunigunde Walter. Era un membre d'una gran família musical, i el seu germà (Johann) Georg Walter emprenia l'educació musical del noi. Georg ensenyà a Strauss a tocar el clarinet, guitarra i una gamma d'instruments de metall. Als nou anys, Strauss comença a rebre classes d'un altre oncle, Franz Michael Walter, un mestre d'una banda militar.
Als quinze anys, a través de la influència de George Walter, Strauss entrà a l'orquestra privada de Duke Max a Múnic, on hi romania durant deu anys. Gradualment va anar comprovant que de tots els instruments que podria tocar, la trompa li esqueia millor. Començà a compondre per a aquell instrument. Entre les seves primeres composicions hi hagué un romanç, Les Adieux, i una Fantasia de Sehnsuchtswalzer de Beethoven, ambdós per a trompa i orquestra amb versions alternatives per a trompa i piano.
El 1847 Strauss es convertí en membre de l'orquestra de l'Òpera de la Cort Bavaresa. El maig de 1851 es casà amb Elise Maria Seiff, amb qui va tenir un fill i una filla. El fill va morir a l'edat de 10 mesos el 1852, i el 1854, la muller de Strauss i la seva filla moriren de còlera. Va viure una vida solitària fins al 1863, quan es casà amb Josephine Pschorr (1837-1910), filla d'un ric cerveser de Múnic. Varen tenir dos fills Richard Georg, nascut el 1864, i Berta Johanna, nascuda el 1867.
El primer concert de trompa de Strauss fou estrenat, amb el compositor d'intèrpret, el 1865 i es va interpretar durant un cert temps. El director Hans von Bülow l'anomenava "el Joachim de la trompa". El 1871, se'l nomenà professor a l'Escola Reial de Música; se li donà el títol de Kammermusiker de la Cort bavaresa el 1873.
Les preferències musicals de Strauss eren fortament clàssiques; li encantava la música de Mozart per sobre de tot, i també especialment admirava Haydn i Beethoven. No sintonitzà amb la música nova de Wagner que el seu sobirà i empresari, Lluís II de Baviera, assíduament promovia amb produccions a l'Òpera de la Cort. L'antipatia de Strauss per la música moderna influïa el primer desenvolupament del seu fill, Richard, que començà com a compositor amb una vena tradicional, no canviant al modernisme de l'època fins que va deixar la influència paternal durant el seu pas per la Universitat de Múnic.
Malgrat que detestava de forma personal a Wagner, com a home i com a músic, la professionalitat estricta de Strauss el portà a dedicar tot el seu domini tècnic als solos de trompa més importants a les òperes de Wagner. Interpretà aquest instrument en les estrenes de Tristan und Isolde Das Rheingold i Die Walküre. Wagner deia, "Strauss és un company detestable però quan bufa la seva trompa un no pot estar de mal humor amb ell." Convidat per director Hermann Levi, Strauss tocà en l'estrena de Parsifal a Bayreuth. Després d'una grip mal curada, Strauss fou incapaç de tocar la trompa durant 18 mesos, però continuà tocant en l'orquestra de l'Òpera de la Cort com a violista, instrument amb el qual participà en l'estrena a Múnic Tannhäuser de Wagner.
El 1875 Strauss fou elegit director de l'orquestra d'afeccionats, els "Wilde Gung'l", un càrrec que ocupà durant 21 anys. Entre els seus músics hi havia el seu fill, que hi va aprendre a orquestrar i va escriure algunes de les seves primeres composicions per a l'orquestra. Strauss es retirà de l'orquestra d'òpera el 1889, encara que continuà dirigint i ensenyantt durant alguns anys. Moria a Múnic a l'edat de 83.